# 映画ドラえもん のび太と奇跡の島 〜アニマル アドベンチャー〜
- ドラえもん > 大長編 > のび太と奇跡の島
- ドラえもん > 映画 > 大長編 > のび太と奇跡の島 〜アニマル アドベンチャー〜
- ドラえもん > 派生作品 > のび太と奇跡の島 〜アニマル アドベンチャー〜

『ドラえもん のび太と奇跡の島』（のびたときせきのしま）は、2011年から連載された日本の漫画、および翌2012年に公開されたアニメ映画。映画の正式な題名は『映画ドラえもん のび太と奇跡の島 〜アニマル アドベンチャー〜』。

## 概要
1978年10月に藤子不二雄の藤本弘（のちの藤子・F・不二雄）が発表した短編漫画「モアよ、ドードーよ、永遠に」（『ドラえもん』てんとう虫コミックス17巻収録）を導入部に取り入れて発展させた大長編作品。
2011年10月に、大長編ドラえもんとして漫画の連載が開始された。漫画の執筆は藤子プロ出身の漫画家・むぎわらしんたろう（藤子・F・不二雄の最後のチーフアシスタント）。むぎわらは映画に「企画・原案協力 / まんが」でクレジットされており、本作のストーリー構築者の1人だといえる（詳細は#漫画を参照）。
2012年3月に映画が公開された。映画『ドラえもん』の大長編シリーズとしては第32作目。監督は楠葉宏三、脚本は前作『ドラえもん 新・のび太と鉄人兵団 〜はばたけ 天使たち〜』に続き清水東が務めた。映画はアニメ第2作第2期のスタッフにより作られた。

## ストーリー
パパに買ってもらったカブトムシ（カブ太）が虫相撲に負けてしまった。そこでのび太はドラえもん・ドラミに頼み込み、300年前のニュージーランドからもっと大きなカブトムシを取ろうとするが誤ってジャイアントモアを捕まえてしまった。元の場所に戻したらきっと絶滅してしまうと思ったのび太はドラミに頼んで絶滅動物を保護する奇跡の島・ベレーガモンド島を見つけてもらう。しかしベレーガモンド島で絶滅動物の研究をしているケリー博士の助手ゴンスケは、手違いで1980年の時代からのび太そっくりの少年を連れて行ってしまう。
ゴンスケが改めてのび太らを連れて行き、ケリーがジャイアントモアを預かった後、のび太はカブ太に代わりベレーガモンド島から無断で持ち帰ったカブトムシを使って虫相撲に勝つ。それを追ってきたゴンスケに、しずか・ジャイアン・スネ夫と共にベレーガモンド島へ強制連行される。ここから、ドラえもんたちの冒険が繰り広げられる。

## 声の出演
レギュラー
- ドラえもん - 水田わさび
- のび太 - 大原めぐみ
- しずか - かかずゆみ
- ジャイアン - 木村昴
- スネ夫 - 関智一
- のび太のママ - 三石琴乃
- のび太のパパ - 松本保典
- ドラミ - 千秋[注 1]
- 出木杉 - 萩野志保子（テレビ朝日アナウンサー）
- のび助 - 野沢雅子
- のび助の母 - 伊藤美紀

## ゲストキャラクター

### ベレーガモンド島
ダッケ
声 - 野沢雅子
今作のメインゲストキャラクター。ハンターからロッコロ族を救って以来、勇者として崇められている少年。顔や性格がのび太に似ているため、ジャイアンやスネ夫からは「ダブルのび太」と呼ばれる。
その正体は、ゴンスケの手違いで島に迷い込み、ドラえもんが失くしたワスレンボーで記憶を失っていた、のび太のパパ・野比のび助の30年前の姿（ダッケは自分の名前を忘れたのび助が「何だっけ」と言ったのをコロンたちが「ナン（＝名前は）ダッケ」と勘違いしたため名付けられたもの）だった。帰還間際にワスレンボーを取り戻したドラえもんによって島での出来事を忘れさせられ、元の世界へ帰っていった（ゴールデンヘラクレスの存在のみ、「夢で見た」とかすかに覚えている）。
コロン
声 - 水樹奈々
ロッコロ族族長オーロの孫娘。一人称は「僕」（漫画版では「私」）。映画版では男口調。
両親を1歳頃に亡くし祖父一人の手で育てられたため、男勝りでわがままな性格になった。ゴールデンヘラクレスを目撃した唯一の人物で、目撃後にゴールデンヘラクレスの角の化石を拾った。のび太のカブトムシのカブ太が気に入り、それを欲しがり奇跡の島・ベレーガモンド島に生息されているカブトムシ（のび太がルールを違反して、無断で島から持ち帰った絶滅危惧種の一種）と交換するよう強請る。シャーマン一味のゴールデンヘラクレス捕獲のためにスネ夫、クラージョと共に人質にされてしまう。
クラージョ
声 - かかずゆみ
ドードーの子供。コロンといつも一緒にいる。首にはコロンが見つけたゴールデンヘラクレスの角の化石で作った首飾りが付いている。漫画版では無名で、登場する回数も少ない。
ケリー博士
声 - 田中敦子
絶滅動物を保護する未来の女性生物学者で、ベレーガモンド島の責任者でもある。時空の調査の最中にスカイに捕まってしまい、スネ夫やコロンやクラージョよりも先にシャーマンの捕虜となる。終日帰って来なかったため、ゴンスケが代理でロッコロ族のもとに来た。
ゴンスケ
声 - 龍田直樹
ケリー博士の助手の芋掘りロボット。客の送迎や案内が仕事だが、どれも雑すぎるために様々なトラブルを招いている。モアに放られて積み上がった土に突っ込んだドラえもんの救出は、「芋掘りより簡単」だそう。ベレーガモンド島に生息されているカブトムシを無断で持ち去ったのび太を追って、ケリー博士の研究所まで連行する。元は『21エモン』のキャラクター。
オーロ
声 - 藤本譲
ロッコロ族の族長でコロンの祖父。
フルモ
声 - 私市淳
ロッコロ族の青年でコロンの仲間で、アルコやドーゴとはトリオ。
アルコ　
声 - 西凜太朗
ロッコロ族の青年でコロンの仲間。
ドーゴ
声 - 仲村水希
ロッコロ族の青年でコロンの仲間。トリオで一番の巨漢。
フーク
声 - 鈴木福
ロッコロ族の少年。声は俳優の鈴木福が担当し、外見も彼にそっくりである。
事件解決後にワスレンボーを拾ったが、村復興の手伝いをサボっているとコロンに指摘され、ドラえもんへワスレンボーを返還した。
ロッコロガールズ
ロッコロ族の少女たち。おねえちゃん、なでしこちゃん、グルメちゃん 、しっかりちゃん、のんびりちゃん、おすましちゃん、ふしぎちゃん、ひらめきちゃんという少女がいる。
- おねえちゃん - 大下容子（テレビ朝日アナウンサー）[注 4]
- なでしこちゃん - 松尾由美子（テレビ朝日アナウンサー）[注 4]
- グルメちゃん - 久保田直子（テレビ朝日アナウンサー）[注 4]
- しっかりちゃん - 大木優紀（テレビ朝日アナウンサー）[注 4]
- のんびりちゃん - 石沢綾子（北海道テレビアナウンサー〈当時〉）[注 4]
- おすましちゃん - 横田真理子（静岡朝日テレビアナウンサー〈当時〉）[注 4]
- ふしぎちゃん - 喜多ゆかり（朝日放送アナウンサー）[注 4]
- ひらめきちゃん - 石木碧（九州朝日放送アナウンサー〈当時〉）[注 4]

### シャーマン一味
シャーマン
声 - 山寺宏一
今作における真の黒幕。ゴールデンヘラクレスを狙い、遠い未来からやって来た悪の商人。冒頭シーンではベレーガモンド島もろとも手に入れ、3人の社長に売り渡そうとしていた。
クジラのような飛行船型タイムマシンを拠点としている。
ゴールデンヘラクレスの入手を邪魔するのび太たちと対立し、あと1歩の所まで追い詰めるもゴールデンヘラクレスの奇跡の力によって復活したカブ太にロボットごと谷に落とされ大爆発し、自身が起こした騒動によって怒った動物たちに追い回されることになった（この時、手下が操っていたと思われるディアトリマの姿もある）挙句、手下諸共球体状のカプセルに閉じ込められ（周りにはサーベルタイガー・グリプトドン・ディアトリマの見張り付き）、タイムパトロールに連行されるのを待つこととなった。
ロック
声 - 島香裕
シャーマンの手下で、ハンターの一人。相方で銃を持っているスネイクと共にディアトリマに乗って行動する。
スネイク
声 - 二又一成
シャーマンの手下で、ハンターの一人。ロックとは相方で銃を持つ。
スカイ
声 - 愛河里花子
シャーマンの手下で、ハンターの紅一点。ケツァルコアトルス型の飛行メカに乗って破壊活動を行う。

### その他のキャラクター
カブ太
のび太のカブトムシで、のび太が付けた名前。のび太のパパからは「のび太」と呼ばれる。デパートでパパに買ってもらったばかり（原作では500円したと言っているが映画では350円）で、のび太はしっかり自分で世話すると約束するが、結局は目を離されたり、ドラえもんに頼らされたり、ベレーガモンド島から密猟したカブトムシを自分の新しいペットとして忘れられそうになる。町内の空地で、子供たちが開いていた虫相撲に参加したのび太に、ジャイアンのカブトムシと戦わせるが、呆気なく何度も負けてしまう。コロンに気に入られ欲しがられ、帰りまで彼女に預けられることになる。ゴールデンヘラクレスの影響で知能が高まり、ビックライトを浴びて巨大化しシャーマン一味とも戦いを挑む。
甘栗旬
声 - 小栗旬
スネ夫の回想シーンのみ登場（漫画版には未登場）。本人はスネ夫の家で招待された。スネ夫の一言からは「ただ招待しただけなのに、大衆に騒がれすぎたためママに怒られたことがある」と間抜けなことを語っている。そのことでジャイアンは一度も彼に会っていなかったため「なぜ呼ばなかった」とスネ夫を責めていた。元ネタは人気俳優の小栗旬で（声も担当している）、外見も彼にそっくりである。

## 舞台・設定
ベレーガモンド島
通称「奇跡の島」。特殊な力により守られていて、その環境を利用して過去の世界から絶滅動物を連れてきて保護している。
ロッコロ族
ベレーガモンド島に住む原住民族。シャーマンらが島を襲うまで敵対する存在がいなかったため武力を持たない。言語はエスペラント語。
ゴールデンヘラクレス
ベレーガモンド島に生息されている不死のカブトムシ。周りにいる生物の生命エネルギーを高める能力を持つ。シャーマン一味がそれを狙っている。

## スタッフ
| 原作                          | 藤子・F・不二雄 |
| 脚本                          | 清水東 |
| 総作画監督                    | 栗尾昌宏 |
| 美術監督                      | 古賀徹 |
| 撮影監督                      | 岸克芳 |
| 編集                          | 小島俊彦 岡安プロモーション 三宅圭貴 藤本理子 |
| 録音監督                      | 田中章喜 |
| 効果                          | 糸川幸良 |
| 音楽                          | 沢田完 |
| チーフプロデューサー          | 増子相二郎 杉山登 |
| 監督                          | 楠葉宏三 |
| 企画・原案協力                | むぎわらしんたろう |
| 絵コンテ                      | 楠葉宏三 |
| 演出                          | 山岡実 |
| キャラクターデザイン          | 大城勝 |
| 作画監督                      | 大城勝 桝田浩史 井上鋭 岩崎たいすけ 岸野美智 加来哲郎 |
| 原画                          | 大塚正実 山口明子 森田宏幸 佐々木守 高倉佳彦 林静香 末吉裕一郎 鎌田晋平 堤舞 古佐小吉重 西村貴世 田中孝弘 吉川真一 佐藤好春 原夕佳 吉岡彩乃 岡野慎吾 上石恵美 千葉ゆみ 松井理和子 吉田優子 三輪修 前田義宏 本間晃 小川完 伊藤秀次 三谷暢之 宇佐美萌 加来由加里 楠眞由美 前田一雪 小澤早依子 曽々木安恵 谷口宏美 九鬼朱 長谷川文香 桝田浩史 岩崎たいすけ 岸野美智 井上鋭 栗尾昌宏 |
| 動画検査                      | 松村美佳 |
| 動画                          | ベガエンタテイメント 遠藤良恵 長谷川夏美 三谷悦朗 武捨春菜 堀江佑 千々岩杏花 宮本美智子 濱田友美 染川仁菜 髙士亜衣 オープロダクション 秋月彩 小川麻衣 阪口史恵 田中陽子 辻仁子 平岩聡 穂坂史織 堀内美穂 水野良亮 山本祐希江 Ryosuke Murahashi スタジオエル 伊藤さつき 加藤晶久 三浦加菜子 合田章恵 上中成実 竹内麻衣 河辺信宏 柴田裕介 佐藤美幸 吉田朱里 阿部祐里 Wish 倉元真実 西田政司 鈴木優介 井上高宏 山本真夕子 稲森貞樹 西村生美 興津綾乃 阪野日香莉 小柏奈弓 中林蘭子 来田遼太郎 岸本健宏 ORANGE RYU JA YOUNG KANG MI RYEONG SON SEON AH JEON JIN HEE KIM JEONG SOON JEONG HYUN JEONG KIM JUNG LAN PARK NAN HEE KIM HYE JUNG KIM MIN JEONG SUH YOON JOO PARK EUN JOO YOU SU OK HAN SONG HEE BAE HYE YEONH LEE KYUNG MI CHOI YOON KYEONG 藤野京子 原佳寿美 八木綾乃 武口つるみ 高貫千津 松村舞子 |
| 色彩設計                      | 松谷早苗 蝦名佳代子 |
| 色指定・検査                  | 田野美寿穂 |
| 仕上                          | ベガエンタテイメント 高橋めぐみ 田中里佳 倉内美幸 スタジオステップ 石川怜子 鈴木好子 神谷操一 日向操 田口加代子 篠沢ハル美 佐藤敬子 鈴木裕太 垣内安貴子 スタジオエル 近藤直登 鈴木ようこ 五十嵐優也 妻鹿真琴 西條晴香 砂川渚 小松尚子 中川沙弥佳 酒井静美 吉田真由 日下部里美 丹波美佳 黒目綾子 田中照佳 武井規晋 小野淳 服部洋子 林大樹 Wish 石川直樹 伊藤敦子 吉田春加 大本真希 阿部優香 泉貴明 渡邉裕美 木下将兵 牟田智美 村田茉奈美 田尻佳奈子 久納友香里 ORANGE AN YOUNG AE JUNG HYE RA LEE MYEONG SOON KIM EUN HEE KIM SEON MI JUN EUN JOO OH KYUNG HEE CHOI SU KYOUNG CHOI HYUN OK MOON SUNG HEY SHIN HYUN JUNG BU JI HEE LEE WOO JAE |
| 背景                          | スタジオ・ユニ 村上良子 石黒恵美子 越膳滝美 永坂真琴 米田隆裕 明石聖子 高橋佐知 三原伸明 氣賀澤佐知子 アトリエローク07 工藤由美 清水純子 市岡恵理奈 吉川宏美 ベガエンタテイメント 土橋知子 知本祐太 LEE SEO GU KANG MI HYANG 美峰 野村正信 釘貫彩 市岡茉奈 DINH SANG CHAU TUAN NGUYEN DAT NGUYEN HOA HA SUNG NGUYEN HUY NGUYEN LE LE THUY NGUYEN TIEN NGUYEN TRUONG VU THANH HIJIRI 小野寺美幸 秋山真理子 NARA ANIMATION LIM HYEOK SOO LEE MI KYUNG PARK SEUNG IL LEE SOO KUNG ATELIER KARO OKA AGUNG ARTANA |
| 撮影                          | アニメフィルム ビジュアルエフェクト 羽鳥貢 桶田一展 西山朋広 倉田佳美 木次美則 |
| コンポジット                  | 山田廣明 鈴木浩司 下村博文 松澤秀子 大森美奈子 手塚智鶴子 梅田俊之 熊谷正弘 |
| 3D CGI                        | 福田寛 |
| 特殊効果                      | 佐藤香織 |
| CG制作                        | オクティグラフィカ 神林憲和 田邉茂 沖田貢晴 橋本美紀 増渕雅子 |
| 背景音楽制作                  | 音楽録音エンジニア 岡部潔 サポートエンジニア 岡本和憲 甲田義彦 マニピュレーター 岡田光司 梶原崇 コーディネート 杉山葉次 制作協力 長田直也 清原豊 |
| 音響制作                      | AUDIO PLANNING U |
| 録音スタジオ                  | APU MEGURO STUDIO |
| ミキサー                      | 田口信孝 |
| アシスタント・ミキサー        | 小沼則義 |
| ダイアログ・エディター        | 大城久典 内山敬章 山本寿 村越直 |
| 音響制作デスク                | 穂積千愛 |
| 音響効果                      | グループ・アンド・アイ |
| 音楽協力                      | テレビ朝日ミュージック |
| デジタル光学録音              | 西尾昇 |
|                               | ドルビーデジタル・サラウンドEX 一部上映館を除く |
| 技術協力                      | 河東努 森幹生 コンチネンタルファーイースト(株) |
| 現像                          | 東京現像所 |
| HD編集                        | 山本洋平 金沢佳明 |
| フィルムレコーディング        | 増田悦史 |
| テクニカルアドバイザー        | 井出義雄 |
| ラボ・コーディネイト          | 内藤彩乃 |
| ラボ・プロデューサー          | 井上純一 近藤桂司 |
| アニメーション制作協力        | ベガエンタテイメント 松土隆二 笠木昇 滝島久美子 河村武雄 馬場潤 小原唯 |
| 掲載                          | 小学館の児童誌 めばえ てれびくん 幼稚園 月刊コロコロコミック 学習幼稚園 別冊コロコロコミック 小学一年生 コロコロイチバン! 小学二年生 ぷっちぐみ |
| 絶滅動物監修                  | 富田京一 |
| まんが                        | むぎわらしんたろう |
| 宣伝プロデューサー            | 豊田幸宏 土肥直人 |
| 宣伝                          | 荒尾健一 秋山智美 西田信貴 酒井源司 宵奈良紀子 |
| 予告編制作管理                | 村田一 蔦川亜希 |
| 予告編ディレクション          | 八木田祐次 野々市谷有美 佐藤睦 |
| 予告編CG                      | 津田輝王 |
| トータルアート ディレクション | 村井香里 |
| グラフィック・デザイン        | 有泉勝一 |
| オフィシャルWEB               | 村田大典 蓮沼祐治 |
| おまけ映像                    | 寺本幸代 杉崎聡 増泉路子 |
| プロモーション プロデュース   | 沢辺伸政 |
| 協力                          | 北海道テレビ ABA青森朝日放送 岩手朝日テレビ 山形テレビ KFB福島放送 長野朝日放送 静岡朝日テレビ 北陸朝日放送 メ～テレ 朝日放送 山口朝日放送 瀬戸内海放送 eat愛媛朝日テレビ 九州朝日放送 熊本朝日放送 鹿児島放送 ★ Yahoo! JAPAN |
| 制作事務                      | 杉野友紀 滝原弥生 |
| 制作進行                      | 菊地達也 中村和喜 河西麻利子 岡野孝規 |
| 制作デスク                    | 中島進 武井健 岡田麻衣子 |
| アシスタント プロデューサー   | 福田美菜子 |
| プロデューサー                | 川北桃子 大倉俊輔 藤森匠 鶴崎りか 斎藤敦 高橋麗奈 |
| 「映画ドラえもん」制作委員会  | 斎藤満 石関暁 小西麻理 一坪泰博 徳山雅記 小野綾子 山崎俊一 山田卓司 田中雅広 飯田誠敬 小沢清人 牧元宗弘 大松宏樹 小野仁 沼田真明 和田修治 小池康 白土宏司 佐藤絵里子 東山靖雄 大槻育宏 間瀬謙介 佐藤龍伸 山守貴子 大塚薫 佐藤隆一 尾崎瑞季 伊藤悠公 小池順子 塙智行 尾崎美香 清水智美 森文彦 |
| 制作                          | 藤子プロ 小学館 テレビ朝日 ADK ShoPro シンエイ動画 |
|                               | ©藤子プロ・小学館・テレビ朝日・シンエイ・ADK 2012 |

## 主題歌
主題歌は、前作『新・のび太と鉄人兵団』にゲスト出演した福山雅治が担当する。第2期に入ってから前作までは暗くミディアムな楽曲が主題歌として起用されていたが、本作から子供が楽しく歌えるような明るい曲調の楽曲が起用されている。
オープニングテーマ「夢をかなえてドラえもん」
作詞・作曲 - 黒須克彦 / 編曲 - 大久保薫 / 歌 - mao、コーラス - ひまわりキッズ（コロムビア）
エンディングテーマ「生きてる生きてく」
歌・作詞・作曲 - 福山雅治 / 編曲 - 福山雅治・井上鑑（Universal J）
第2期の映画版で男性のソロ主題歌は初。第2期になってから初めて明るい曲調の楽曲が起用された。
挿入歌「キミのひかり」
作詞 - マイクスギヤマ / 作曲・編曲 - 沢田完 / 歌 - 堀江美都子

## ゲスト声優
劇中にもゲスト出演している子役の鈴木福が、応援隊長を務める。また、俳優の小栗旬が、「甘栗旬」（テレビ版でも同役で出演）の役でゲスト出演した。小栗は後年の劇場版『ドラえもん 新・のび太の大魔境 〜ペコと5人の探検隊〜』（2014年）にて再びゲスト出演する。甘栗旬と同じく、本人をモデルにした「フーク」（鈴木）、モブキャラ扱いの「ロッコロガールズ」（映画公開当時のテレビ朝日および系列局所属の女子アナウンサー）以外は、声優が本業ではない著名人を起用していない。これは『ドラえもん のび太とふしぎ風使い』（2003年）以来9年ぶりで、第2作第2期映画シリーズ初である。
特報や予告編からゴンスケの登場がアナウンスされており、声もオリジナルである『21エモン』と同じ龍田直樹が担当した。また、ダッケ役の野沢雅子は過去に『ドラえもん のび太の宇宙漂流記』（1999年）でログ、『ドラえもん のび太とロボット王国』（2002年）でクルリンパを担当している。さらに、1973年に日本テレビ系列で放送された『ドラえもん』で2代目・ドラえもんの声を担当していた。これにより、野沢は本作でテレビアニメ『ドラえもん』全シリーズに出演した。

## おまけ映像
第2期映画シリーズでは恒例となっているエンドロール後のおまけ映像は、鈴が消えて大騒ぎをするドラえもんと探偵姿になったのび太が登場し、ひみつ道具で画面が埋め尽くされるというもの。その後、『ドラえもん のび太のひみつ道具博物館』であることが正式に発表された。脚本は引き続き清水東が担当し、監督は寺本幸代が務める。

## 評価

### 興行成績
全国359スクリーンで公開され、2012年3月3、4日の初日2日間で興収5億5,261万6,950円、動員48万5,465人になり映画観客動員ランキング（興行通信社調べ）で初登場第1位となった。またぴあ初日満足度ランキング（ぴあ映画生活調べ）でも第1位となっている。公開第2週も9日間の累計動員は94万2,716人、興収は10億6,871万400円、公開第3週で累計動員100万人を突破、公開第4週で累計興収は20億4,350万6,400円、累計動員は182万2,280人、公開第5週で累計興収は25億円、累計動員は250万人を突破し5週連続首位となった。5週連続首位は2005年以降の映画シリーズでは『ドラえもん のび太の人魚大海戦』を超える歴代最高となる。最終興行成績は36億2,000万円を記録し、これは、声優陣を一新してからの新シリーズ最高記録だった2007年の『ドラえもん のび太の新魔界大冒険 〜7人の魔法使い〜』（最終興収35億4,000万円）を更新する記録となった。

### 受賞
第30回ゴールデングロス賞優秀銀賞受賞。

## 漫画
ドラえもん 映画ストーリー のび太と奇跡の島（ISBN 9784091413659）
『大長編ドラえもん』として『月刊コロコロコミック』2011年11月号より2012年2月号まで連載。執筆はむぎわらしんたろう。むぎわらが大長編の執筆を担当するのは『のび太の太陽王伝説』以来11年ぶりである。大長編と映画版では結末など、細かいところで差異がある。単行本は2012年3月15日発売（前後の大長編漫画シリーズの詳細は大長編ドラえもん#2006年〜（映画ストーリーなど）を参照）。

## 関連作品

### 小説
小説 映画ドラえもん のび太と奇跡の島 アニマルアドベンチャー（ISBN 9784092314269）
2022年8月26日に小学館ジュニア文庫より新書判と電子書籍版が発売。著者は『小説 映画ドラえもん のび太の南極カチコチ大冒険』を執筆した白井かなこ。

### 家庭用ゲーム
ゲーム ドラえもん のび太と奇跡の島 〜アニマル アドベンチャー〜
2012年3月1日発売のニンテンドー3DSソフト、発売元はフリュー。100種類以上の動物の写真を撮影し動物図鑑を完成させる。3DSのすれちがい通信をONにしておくとカブトムシが入手出来る。

## 関連企画

### テレビシリーズ

#### のび太が出会った仮面の女王
2012年3月2日放送『ドラえもん 映画公開直前スペシャル』で放送のオリジナルエピソード。旧石器時代を舞台としている。一部に「タイムマシンがなくなった!!」（てんとう虫コミックス22巻に収録）のシーンが使われている。
ゲストキャラクター
- ミグ

声 - 松岡由貴
旧石器時代でドラえもんたちを助けた族長の娘。また、のび太がしずかにプレゼントするために拾った紅色の石を首飾りにするなど装飾作りが上手く、後に自分専用の首飾りも作ってのび太に見せており現代で発掘された首飾りによく似ていた。
- 呪術師シャマテ

声 - 高乃麗
仮面族の呪術師の老婆。漂着したしずかとひみつ道具（桃太郎印のきびだんご、わすれろ草）を拾い、これらを利用して仮面族を支配し神として君臨しようと目論んでいたがそれをドラえもんたちに阻止された上、最後は取り返されたわすれろ草で記憶を消され、ドラえもんの言ったことを信じて自分の行いを詫びる。
- 赤仮面

仮面族から神の使いと崇められている存在。その正体はタイムマシンの暴走で旧石器時代に飛ばされ、わすれろ草で記憶喪失になったしずか。シャマテに傀儡として利用されていた。
スタッフ
- 脚本 - 水野宗徳
- 絵コンテ・演出 - 八鍬新之介
- 作画監督 - 田中薫

### イベント
ドラえもんミラクルステージ
2012年1月8日から29日まで全国7箇所のイオンで開催。各地区で劇中のドードー鳥の声のアフレコ録音に参加できる企画が行われた。